# Saison 2018 de l'équipe cycliste Fortuneo-Samsic
La saison 2018 de l'équipe cycliste Fortuneo-Samsic est la quatorzième de cette équipe.

## Préparation de la saison 2018

### Sponsors et financement de l'équipe
L'équipe Fortuneo-Samsic est gérée par la société Pro Cycling Breizh. Elle porte le nom de ses deux principaux sponsors, la banque en ligne Fortuneo et la société de services aux entreprises Samsic. Cette dernière devient sponsor-titre de l'équipe en 2018 et s'est engagée pour trois ans. Elle est, comme l'équipe, basée en Bretagne. Fortuneo est sponsor principal depuis 2016.
Le nouveau maillot de l'équipe pour cette saison arbore les couleurs de la Bretagne avec un drapeau breton (Gwenn ha du) à l'arrière du col et, comme en 2017, la trame de la marinière. Outre les logos des deux sponsors-titre sur le torse, ceux de sponsors maillots sont mis en évidence : Legendre, Jean Floc’h et LOOK, ainsi que le fournisseur du maillot, Nalini.

### Arrivées et départs
| Arrivées                  | Équipe 2017                     |
| ------------------------- | ------------------------------- |
| Warren Barguil            | Sunweb                          |
| Michael Carbel Svendgaard | Véloconcept                     |
| Romain Le Roux            | Armée de terre                  |
| Sindre Lunke              | Sunweb                          |
| Jérémy Maison             | FDJ                             |
| Amaël Moinard             | BMC                             |
| Clément Russo             | Probikeshop Saint-Étienne Loire |
| Bram Welten               | BMC Development                 |

| Départs           | Équipe 2018               |
| ----------------- | ------------------------- |
| Erwann Corbel     | Vital Concept             |
| Arnold Jeannesson | VC Challandais            |
| Daniel McLay      | EF Education First-Drapac |
| Francis Mourey    | VC Valdahon Val de Vennes |
| Eduardo Sepúlveda | Movistar                  |
| Boris Vallée      | Wanty-Groupe Gobert       |

## Coureurs et encadrement technique

### Effectif
| Cycliste                  | Date de naissance | Nationalité | Équipe 2017                     |  |
| ------------------------- | ----------------- | ----------- | ------------------------------- |  |
| Warren Barguil            | 28 octobre 1991   | France      | Sunweb                          |  |
| Franck Bonnamour          | 20 juin 1995      | France      | Fortuneo-Oscaro                 |  |
| Maxime Bouet              | 3 novembre 1986   | France      | Fortuneo-Oscaro                 |  |
| Michael Carbel Svendgaard | 7 février 1995    | Danemark    | Véloconcept                     |  |
| Maxime Daniel             | 5 juin 1991       | France      | Fortuneo-Oscaro                 |  |
| Anthony Delaplace         | 11 septembre 1989 | France      | Fortuneo-Oscaro                 |  |
| Brice Feillu              | 26 juillet 1985   | France      | Fortuneo-Oscaro                 |  |
| Armindo Fonseca           | 1er mai 1989      | France      | Fortuneo-Oscaro                 |  |
| Arnaud Gérard             | 6 octobre 1984    | France      | Fortuneo-Oscaro                 |  |
| Élie Gesbert              | 1er juillet 1995  | France      | Fortuneo-Oscaro                 |  |
| Romain Hardy              | 24 août 1988      | France      | Fortuneo-Oscaro                 |  |
| Benoît Jarrier            | 1er février 1989  | France      | Fortuneo-Oscaro                 |  |
| Kévin Ledanois            | 13 juillet 1993   | France      | Fortuneo-Oscaro                 |  |
| Romain Le Roux            | 3 juillet 1992    | France      | Armée de terre                  |  |
| Sindre Lunke              | 17 avril 1993     | Norvège     | Sunweb                          |  |
| Jérémy Maison             | 21 juillet 1993   | France      | FDJ                             |  |
| Amaël Moinard             | 2 février 1982    | France      | BMC                             |  |
| Pierre-Luc Périchon       | 4 janvier 1987    | France      | Fortuneo-Oscaro                 |  |
| Laurent Pichon            | 19 juillet 1986   | France      | Fortuneo-Oscaro                 |  |
| Clément Russo             | 20 janvier 1995   | France      | Probikeshop Saint-Étienne Loire |  |
| Florian Vachon            | 2 janvier 1985    | France      | Fortuneo-Oscaro                 |  |
| Bram Welten               | 29 mars 1997      | Pays-Bas    | BMC Development                 |  |
| Stagiaire                 | Date de naissance | Nationalité | Équipe 2018                     |  |
| Karl Patrick Lauk         | 9 janvier 1997    | Estonie     | Pro Immo Nicolas Roux           |  |
| Florentin Lecamus-Lambert | 13 mai 1999       | France      | Team Pays de Dinan              |  |

### Encadrement
Le manager général de l'équipe est Emmanuel Hubert. Quatre directeurs sportifs encadrent les coureurs : Yvon Caër, Sébastien Hinault, Yvon Ledanois et Roger Tréhin. Yvon Ledanois, auparavant directeur sportif chez BMC, est engagé notamment pour diriger Warren Barguil.

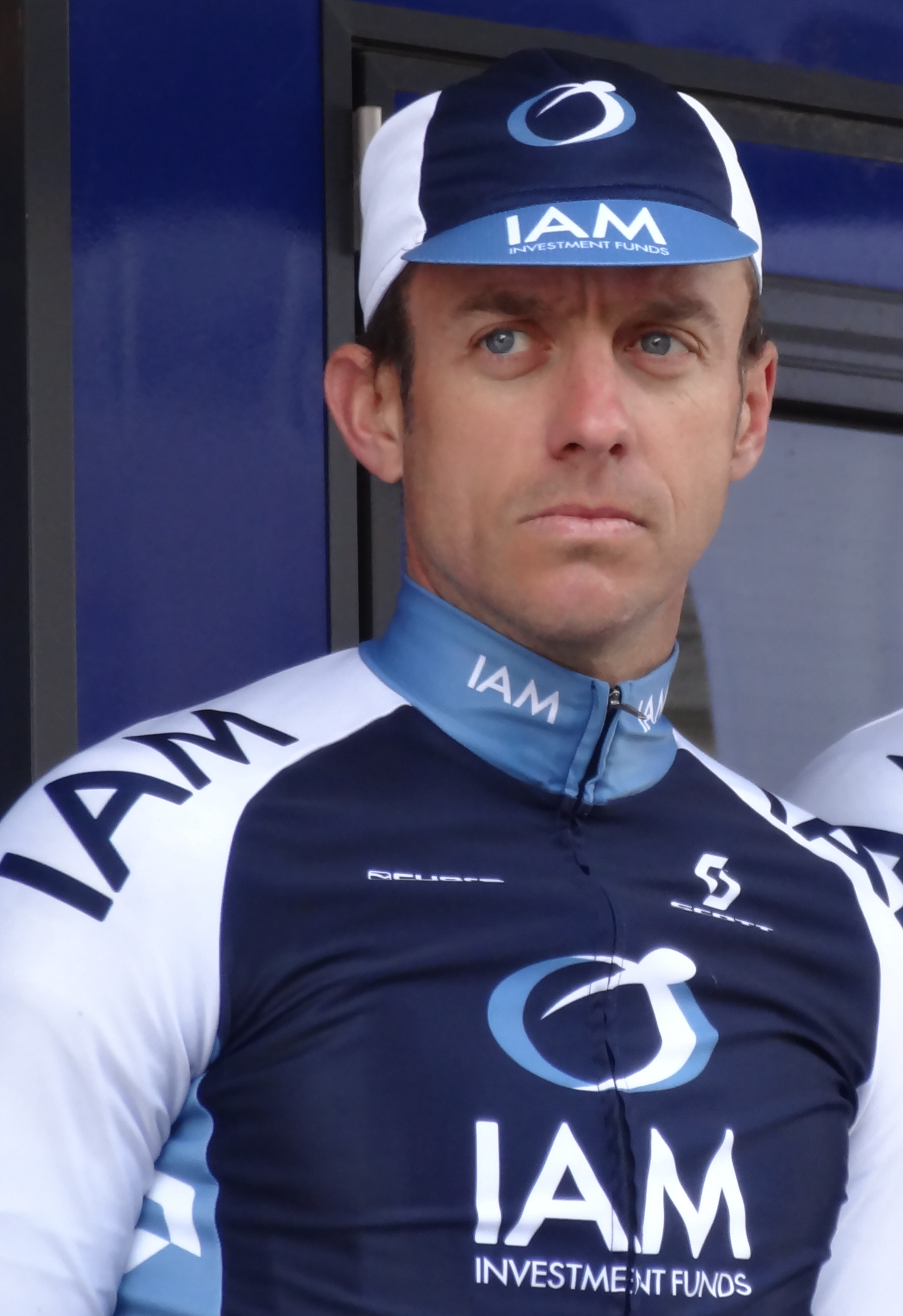
Sébastien Hinault, en 2013.
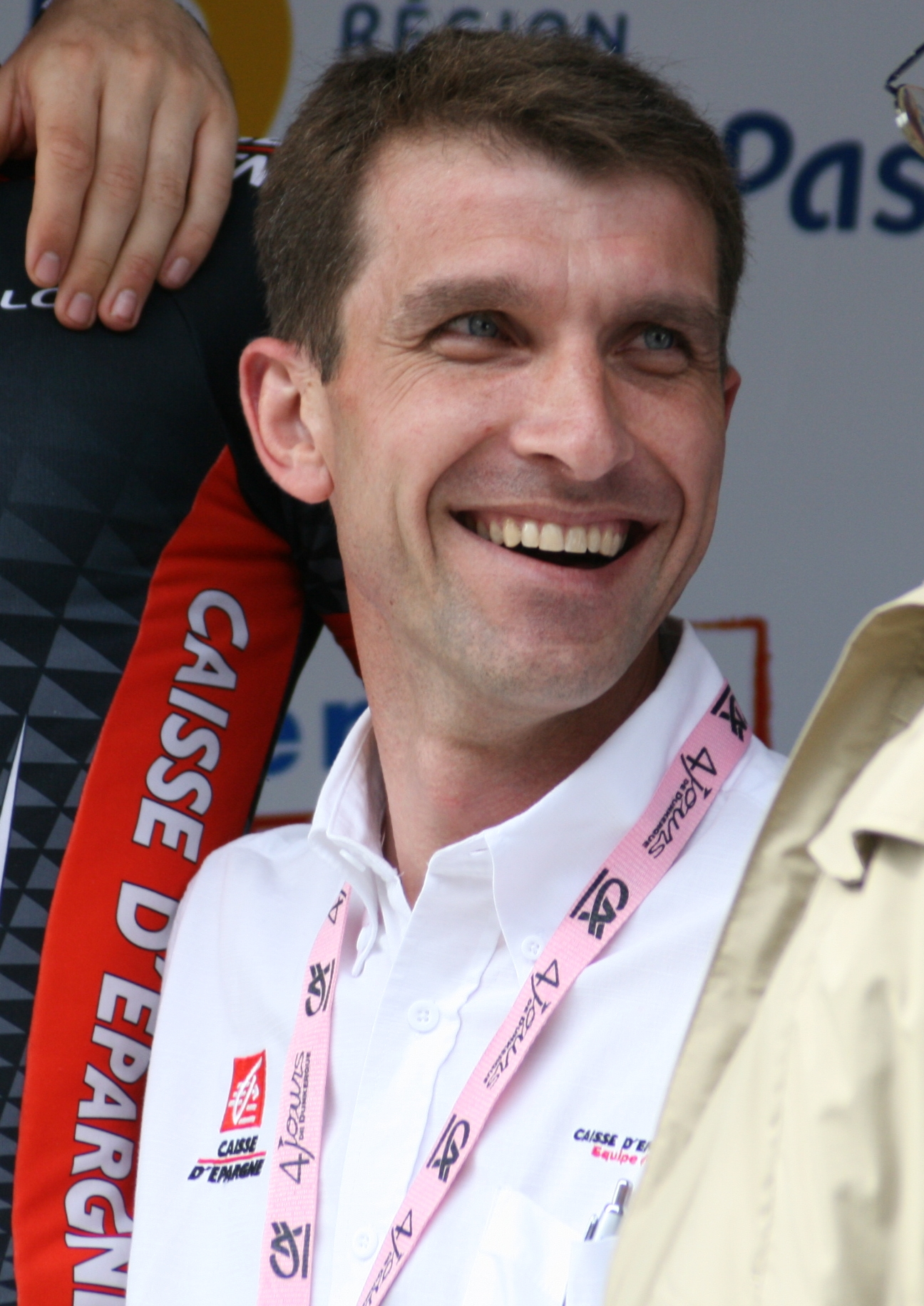
Yvon Ledanois, en 2009.
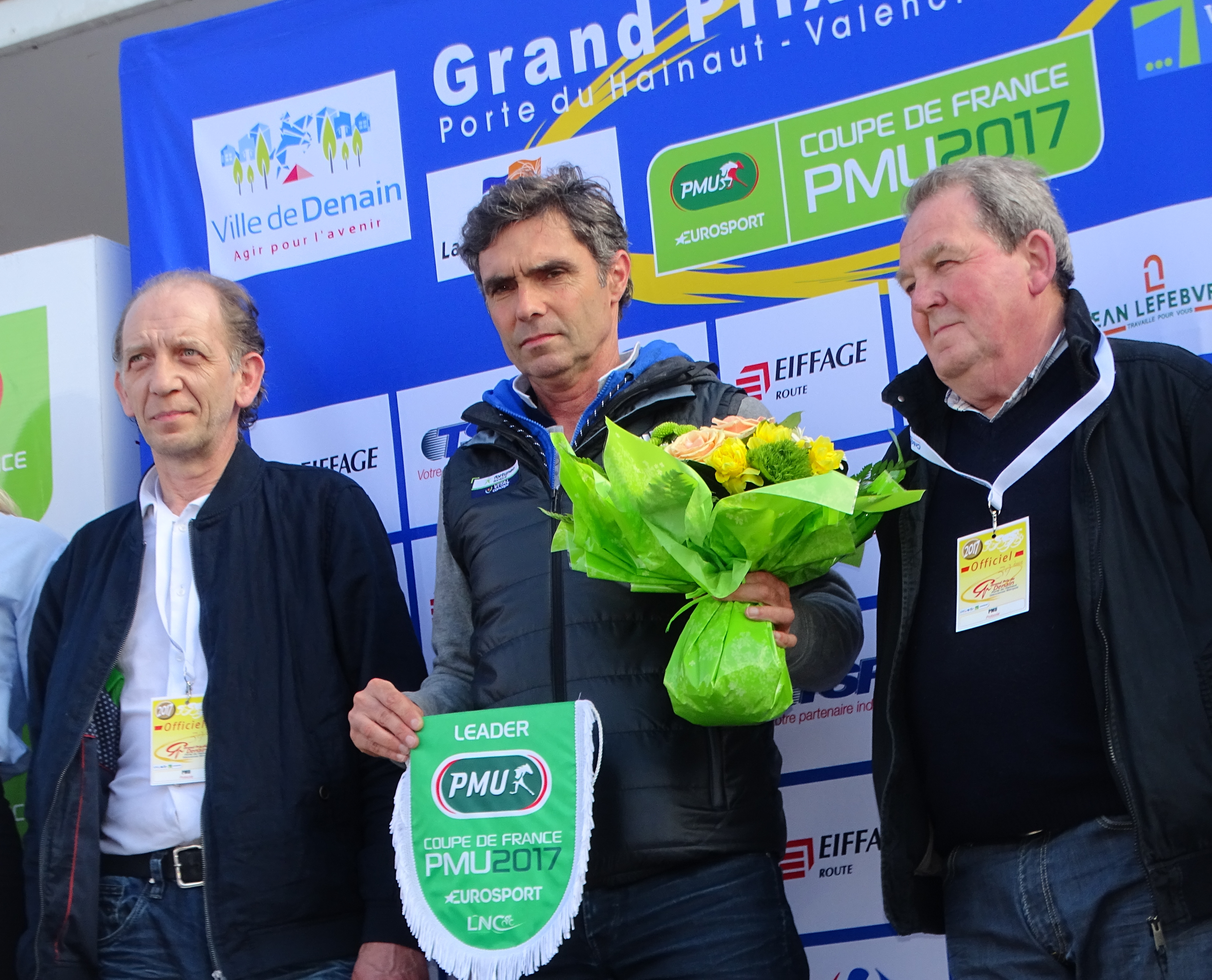
Roger Tréhin, en 2017.

## Bilan de la saison

### Victoires
| Date       | Course                                 | Pays   | Classe | Vainqueur           |
| ---------- | -------------------------------------- | ------ | ------ | ------------------- |
| 21/06/2018 | 1re étape du Tour de Savoie Mont-Blanc | France | 2.2    | Maxime Bouet        |
| 5/08/2018  | Polynormande                           | France | 1.1    | Pierre-Luc Périchon |

### Résultats sur les courses majeures
Les tableaux suivants représentent les résultats de l'équipe dans les principales courses du calendrier international dans lesquelles l'équipe bénéficie d'une invitation (les cinq classiques majeures et les trois grands tours). Pour chaque épreuve est indiqué le meilleur coureur de l'équipe, son classement ainsi que les accessits glanés par Fortuneo-Vital Concept sur les courses de trois semaines.

#### Classiques
| Classique            | Milan-San Remo | Tour des Flandres | Paris-Roubaix      | Liège-Bastogne-Liège | Tour de Lombardie    |
| -------------------- | -------------- | ----------------- | ------------------ | -------------------- | -------------------- |
| Coureur (classement) | Non invitée    | Non invitée       | Brice Feillu (77e) | Warren Barguil (53e) | Warren Barguil (26e) |

#### Grands tours
| Grand tour           | Tour d'Italie | Tour de France       | Tour d'Espagne |
| -------------------- | ------------- | -------------------- | -------------- |
| Coureur (classement) | Non invitée   | Warren Barguil (17e) | Non invitée    |
| Accessits            | -             | -                    | -              |